# Satan, von Ithuriels Speer berührt
Satan, von Ithuriels Speer berührt (in italiano "Satana, toccato dalla lancia di Ithuriel") è un dipinto di Johann Heinrich Füssli basato sul poema epico Paradiso Perduto di John Milton.

## Storia
Satan, von Ithuriels Speer berührt è un dipinto commissionato da Sir Robert Smyth, un membro del Parlamento inglese, che aveva conosciuto Füssli durante un viaggio a Roma nel 1778. Durante il viaggio, Füssli mostrò a Smyth alcuni dei suoi disegni, tra cui quello che nel 1779 diventerà Satan, von Ithuriels Speer berührt. Smyth commissionò quindi il dipinto, che verrà portato a termine in seguito al ritorno di entrambi a Londra. Una volta terminato, il dipinto fu consegnato al nipote di Smyth e in seguito apparve in vendita a Londra nel 1878 e nel 1907.
In seguito il dipinto fu considerato perso, finché non riemerse a Sankt Moritz nel 1988 in una collezione privata, acquistata dal ballerino Rudolf Nureyev. Infine il dipinto fu acquistato dalla Staatsgalerie di Stoccarda, dove si trova ancora oggi.

## Descrizione

### Il Giardino dell'Eden
Satan, von Ithuriels Speer berührt è ambientato nel Giardino dell'Eden così come viene descritto da Milton nel quarto libro del Paradiso Perduto: il giardino ha alberi di ogni tipo, come pini, cedri, abeti e palme, che creano una vegetazione rigogliosa e incontaminata. Questi alti alberi formano un confine naturale per il Giardino. Füssli attribuisce al paesaggio un'aria vaga e selvaggia, ma in maniera incantevole.

### Adamo ed Eva
Nella parte inferiore del dipinto si trovano le figure di Adamo ed Eva. Essi non si accorgono di quello che sta accadendo intorno a loro: sono nudi, strettamente abbracciati, e lui, in un'innocenza paradisiaca, accarezza con la bocca i seni di lei, efficacemente illuminati. Questa rappresentazione cattura l'innocenza e la vulnerabilità dei due.

### Zephon e Ithuriel
Nella parte sinistra del dipinto si trovano gli angeli Zephon e Ithuriel, intenti a difendere Adamo ed Eva e a scacciare Satana. Ithuriel brandisce una lancia, con la quale punge Satana sul piede destro, innescando la trasformazione di Satana nella forma primordiale e il movimento dinamico verso l'alto.

### Satana
Nella parte destra del dipinto si trova Satana. Satana è rappresentato come atletico e nudo con magnifiche membra, anch'esse prevalentemente immerse in una luce radiosa. Sono ombreggiate solo alcune parti del lato sinistro del corpo e la testa, in cui i tratti armoniosi del viso ricordano la grazia delle statue eroiche greche. Satana è ritratto mentre fugge dalla lancia di Ithuriel fissando l'aggressore in modo tanto terrorizzato quanto minaccioso. Questo sguardo è l'unica caratteristica che conferisce a Satana un aspetto demoniaco, più intimidatorio della lancia che brandisce e più bellicoso dello scudo nella mano sinistra protesa verso l'alto.

## Narrativa
Il dipinto raffigura una scena tratta dal quarto libro del Paradiso Perduto:
Touched lightly; for no falshood can endure

Touch of celestial temper, but returns

Of force to its own likeness: Up he starts 

Discovered and surprised. As when a spark 

Lights on a heap of nitrous powder, laid
Fit for the tun some magazine to store
Against a rumoured war, the smutty grain

With sudden blaze diffused, inflames the Air: 

So started up in his own shape the Fiend. 

Back stepped those two fair Angels half amazed 

So sudden to behold the grisly king...»
Iturïello leggiermente punse; 

E, poichè al tocco di celeste tempra 

Sparisce ogn’arte ed ogni inganno, e riede 

Tosto ogni cosa al suo verace aspetto, 

In sua forma infernal s’alza repente 

Sovrappreso Satán. Così se vola 

Sul negro acervo di sulfurea polve 

Che pronta sta per minacciata guerra, 

Una lieve scintilla, in aere a un tratto 

Scoppia converso in vasta orribil fiamma. 
Da stupor côlti all’improvvisa vista
Del truce Re balzâr gli Angeli addietro...»
(John Milton, Il Paradiso perduto, canto quarto, vv. 808-819; traduzione italiana di Lazzaro Papi (1811), vv. 1088-1100)
Satana compie diversi tentativi di sedurre Adamo ed Eva al peccato. In questa scena Satana stava sussurrando nell'orecchio di Eva, sotto forma di rospo, cercando di provocarle incubi. Egli viene poi scacciato appena in tempo dagli angeli Zephon e Ithuriel. Füssli cattura il momento esatto in cui il tocco della lancia di Ithuriel ritrasforma bruscamente Satana nella sua vera forma, rivelando il suo inganno.
Nel dipinto e nel poema epico, Satana è presentato come figura eroica invece di mostruosa, la personificazione di un istinto stravagante e libertario invece del male puro.

## Interpretazione
Satana è una figura oscura e lacerata, che Füssli non ha caratterizzato né come benigno né come maligno, ma come simbolo di conflitti fisici e psicologici. Il motivo per cui l'attenzione si concentra su Satana è sicuramente perché egli è stato il primo a soffrire attraverso il primo conflitto, secondo la visione cristiana. In questo primo conflitto, Satana era da un lato il disturbatore della pace, ma allo stesso tempo un mezzo per articolare una visione diversa. Questa dualità è importante per far emergere ciò che non si è o ciò che si vorrebbe essere.
Nel Satana di Füssli è rappresentata la figura glorificata di un ribelle per amore della ribellione, anche se questa ribellione è inutile. È possibile anche che Satana fosse per Füssli un simbolo dell'immaginazione e rappresentasse la sua concezione dell'arte. Si può notare la somiglianza con Prometeo, che fin dal XV secolo era visto come "metafora della creatività artistica", per cui ha senso interpretare Satana come un'immaginazione che vuole liberarsi da ogni limite. In questo contesto, si può anche vedere nel Satana di Füssli il tipo di artista del XVIII e XIX secolo il cui strumento principale è il potere dell'immaginazione.

## Ricezione
Satan, von Ithuriels Speer berührt fu esposto a Londra presso la Royal Academy dopo il ritorno di Füssli dall'Italia. Questa esposizione ha consolidato la reputazione di Füssli , anche se la critica era divisa sulle qualità della sua arte.
The Public Advertiser commentò:
(The Public Advertiser, 2 Maggio 1780)
Horace Walpole definì il dipinto troppo "stravagante e ridicolo".
I membri della Royal Academy, invece, apprezzarono il dipinto anche se, in alcuni casi, ne criticarono l'esecuzione. Questo può essere attribuito in parte al fatto che Füssli era un pittore autodidatta.